# Stachovice
Stachovice (německy Stechenwald, Stachenwald) je vesnice, část města Fulnek v okrese Nový Jičína jedno z katastrálních území města. Stachovice byly integrovány k Fulneku 1. ledna 1976. Žije zde 445 obyvatel.

## Historie
Obec byla založena v druhé polovině 13. století v období tzv. velké kolonizace. První písemná zmínka je z roku 1293, kdy byla jmenována dědičným fojtstvím. Vesnice patřila k Fulneckému panství. Fulnecký bratrský sbor vedl od roku 1616 Jan Amos Komenský. Tento biskup Jednoty bratrské vydal v roce 1671 ve svém vyhnanství v Amsterodamu bratrský Katechismus (německy). V předmluvě tuto knihu věnoval osmi obcím svého opuštěného sboru. Jednalo se o tato (v němčině abecedně řazená) místa: Fulnek, Hladké Životice, Jestřabí, Kerhartice, Kletné, Kujavy, Stachovice a Suchdol nad Odrou. Katechismy pak poslal ve vypůjčeném kočáře jako dar do střediska tajných bratří v Suchdolu.

## Poloha
Stachovice leží asi 2,5 km na jihovýchod od Fulneku a jejich katastr má rozlohu 6,69 km2.. Vesnice samotná, jakož i téměř celý její katastr leží na Moravě, ale několik parcel na severu katastru (jedná se o následující parcely: 645/8, 645/36, 645/35, 645/34, 645/33, 649/7, 649/6, 649/5, 649/4, 649/3) původně náleželo ke katastrálnímu území Děrné a leží tudíž ve Slezsku.
Stachovice se rozkládají po obou stranách Husího potoka v nadmořské výšce 260–270 m. Nejvyšším vrchem je Stachovický vrch s nadmořskou výškou 369 m. Po levé straně Husího potoka vede obcí silnice III. třídy (ulice Jelení), po pravé straně místní komunikace (ulice Stachovická).
Stachovicemi prochází železniční trať Suchdol nad Odrou – Fulnek a katastrálním územím (obchvat) silnice I/57.
Obcí vede cyklotrasa číslo 6131.

### Obyvatelstvo
V roce 2009 zde bylo evidováno 163 adres. V roce 1980 žilo v obci 511 obyvatel v 118 domech, v roce 1991 zde žilo 491 obyvatel ve 124 domech. V roce 2001 zde trvale žilo 509 obyvatel. V roce 2010 to bylo 453 obyvatel.

## Osobnosti
Narodil se tu rakouský právník a politik německé národnosti Gustav Bodirsky (1864–1934), na počátku 20. století poslanec Říšské rady.

## Kulturní památky
- Barokní kostel svaté Kateřiny kulturní památka ČR, postavený v roce 1780[7]
- Krucifix u kostela sv. Kateřiny kulturní památka ČR zapsána do seznamu 15. července 2009